# Douglas 250cc-modellen
De Douglas 250cc-modellen vormen een kleine serie lichte motorfietsen die het Britse merk Douglas produceerde van 1934 tot 1936. 

## Voorgeschiedenis
Douglas was in 1907 begonnen met de productie van gemotoriseerde fietsen met een luchtgekoelde tweecilinderboxermotor. Nog voor de Eerste Wereldoorlog ontstonden grote series motorfietsen van 350- tot 600 cc. Douglas was een van de weinige merken die tijdens de oorlog niet stil kwamen te liggen omdat het militaire motorfietsen voor het War Department mocht maken. Terwijl de rest van de Britse motorfietsproductie vanaf 1919 moeizaam op gang kwam met vooroorlogse modellen, kon Douglas de vraag niet aan en kocht het zelfs militaire machines terug om haar civiele klanten van motorfietsen te kunnen voorzien. Zo verliepen de jaren twintig bijzonder succesvol en kon men zich ook gaan bezighouden met wegraces, speedway en dirttrack en er werden zelfs speciale machines voor amateurs (clubmanracers) gebouwd. De Grote Depressie kwam echter hard aan. In 1930 werden er geen nieuwe machines uitgebracht en in 1933 stond men aan de rand van het faillissement. Klanten konden de dure, zware modellen niet meer betalen en Douglas sprong daarop in door de 150cc-Douglas Bantam-serie uit te brengen. Dat was voor het eerst dat werd afgeweken van de tweecilinderboxermotoren: De Bantams hadden tweetaktmotoren die werden ingekocht bij Villiers. 

## 250cc-modellen
In 1934 begon de productie van 250cc-modellen, die wel weer waren voorzien van de eigen boxermotor. 

### Douglas Y Comet, 5 Y Comet en Aero 250
De Douglas Y Comet was de eerste machine uit deze serie en kwam in 1934 op de markt. Ze was gebaseerd op de 350cc-A 32 Terrier en het zustermodel van de 350cc-Y 1 Cotswold. De boring van de A 32 Terrier werd verkleind van 60,8 naar 51 mm, waardoor de cilinderinhoud op 245,1 cc kwam. Beide machines hadden een zijklepmotor, die niet alleen goedkoper was dan een kopklepmotor, maar die in die tijd ook meer vertrouwen van de klanten genoot. Net als de Y 1 Cotswold kreeg de machine afneembare cilinderkoppen, de verchroomde tank met blauwe panelen, de lichtgewicht buizen schommelvork of het geperst stalen exemplaar van de Bantam. Er was een bagagedrager met aan de zijkanten lederen gereedschapstasjes gemonteerd. In 1935 veranderde de naam in "5 Y Comet". Toen werd een Bulbous Nose tank gemonteerd, maar ook een girdervork met een centrale veer. De schakelpook verhuisde naar de zijkant van de tank. Het bagagerek verviel, er zat nu een aluminium gereedschapskastje aan de linkerkant. In dat jaar werd Douglas overgenomen door vliegtuigbouwer Bond Aircraft & Engineering, dat aanvankelijk de motorfietsproductie wilde staken, maar daarop terugkwam. Wel werd een aantal modellen omgedoopt als verwijzing naar de nieuwe eigenaar: De 350cc-Douglas 5Y.1 Cotswold werd "Aero 350", de 500cc-Douglas Blue Chief werd "Aero 500", de 600cc-Douglas 5 Z Wessex werd "Aero 600" en de 5 Y Comet werd "Aero 250". 

## Technische gegevens
| Douglas                | Y Comet                                               | 5 Y Comet                                             | Aero 250                                              |
| ---------------------- | ----------------------------------------------------- | ----------------------------------------------------- | ----------------------------------------------------- |
| Periode                | 1934                                                  | 1935                                                  | 1936                                                  |
| Categorie              | Toermotor                                             | Toermotor                                             | Toermotor                                             |
| Motortype              | Zijklepmotor                                          | Zijklepmotor                                          | Zijklepmotor                                          |
| Bouwwijze              | Luchtgekoelde, dwarsgeplaatste tweecilinderboxermotor | Luchtgekoelde, dwarsgeplaatste tweecilinderboxermotor | Luchtgekoelde, dwarsgeplaatste tweecilinderboxermotor |
| Boring                 | 51 mm                                                 | 51 mm                                                 | 51 mm                                                 |
| Slag                   | 60 mm                                                 | 60 mm                                                 | 60 mm                                                 |
| Cilinderinhoud         | 245,1 cc                                              | 245,1 cc                                              | 245,1 cc                                              |
| Smeersysteem           | Dry-sumpsysteem                                       | Dry-sumpsysteem                                       | Dry-sumpsysteem                                       |
| Primaire aandrijving   | Ketting                                               | Ketting                                               | Ketting                                               |
| Versnellingen          | 3                                                     | 3                                                     | 3                                                     |
| Secundaire aandrijving | Ketting                                               | Ketting                                               | Ketting                                               |
| Rijwielgedeelte        | Enkel wiegframe                                       | Enkel wiegframe                                       | Enkel wiegframe                                       |
| Voorvork               | Schommelvork                                          | Girder                                                | Girder                                                |
| Achtervork             | Star achterframe                                      | Star achterframe                                      | Star achterframe                                      |
| Remmen                 | Trommelremmen                                         | Trommelremmen                                         | Trommelremmen                                         |